# Draba korschinskyi
Draba korschinskyi là một loài thực vật có hoa trong họ Cải. Loài này được (O. Fedtsch.) Pohle ex O. Fedtsch. mô tả khoa học đầu tiên năm 1914.